# Olav Lundanes
Olav Lundanes, né le 11 novembre 1987 à Ålesund est un athlète norvégien spécialiste de la course d'orientation. Il a remporté deux titres de champion du monde en individuel. Il est également quatre fois champion du monde junior.

## Biographie
Olav Lundanes remporte deux médailles d'or, sur longue distance et en relais, aux championnats du monde juniors de 2005 à Tenero, en Suisse. L'année suivante, il gagne une médaille d'argent et deux médailles de bronze. En 2007, il connaît un grand succès en remportant la médaille d'or sur longue et moyenne distance, ainsi que la médaille d'argent dans les épreuves de sprint et de relais. Il est également onze fois champion de Norvège dans la catégorie juniors.
Il participe aux championnats du monde chez les seniors pour la première fois en 2007 à Kiev. Aux championnats d'Europe de 2008 à Ventspils, il prend la 19e place de l'épreuve sur longue distance. Il se classe quatrième du sprint et 7e de la longue distance aux Mondiaux 2009 de Miskolc. Il remporte son premier titre à Trondheim en 2010 avec la médaille d'or de la longue distance. Quelques jours plus tard, il est médaillé d'argent en relais en compagnie de ses compatriotes Audun Weltzien et Carl Waaler Kaas. Il décroche un second titre mondial à Lausanne en 2012.
Olav Lundanes compte également douze victoires dans le championnat national de Norvège.

## Palmarès
| Épreuve / Édition | Kiev 2007 | Miskolc 2009 | Trondheim 2010 | Savoie 2011 | Lausanne 2012 |
| Sprint            | 36e       | 4e           | -              | -           | -             |
| Moyenne distance  | -         | -            | -              | Bronze      | 14e           |
| Longue distance   | -         | 7e           | Or             | 10e         | Or            |
| Relais            | -         | -            | Argent         | Argent      | Argent        |